# Umm al-Qaywayn (ciudad)

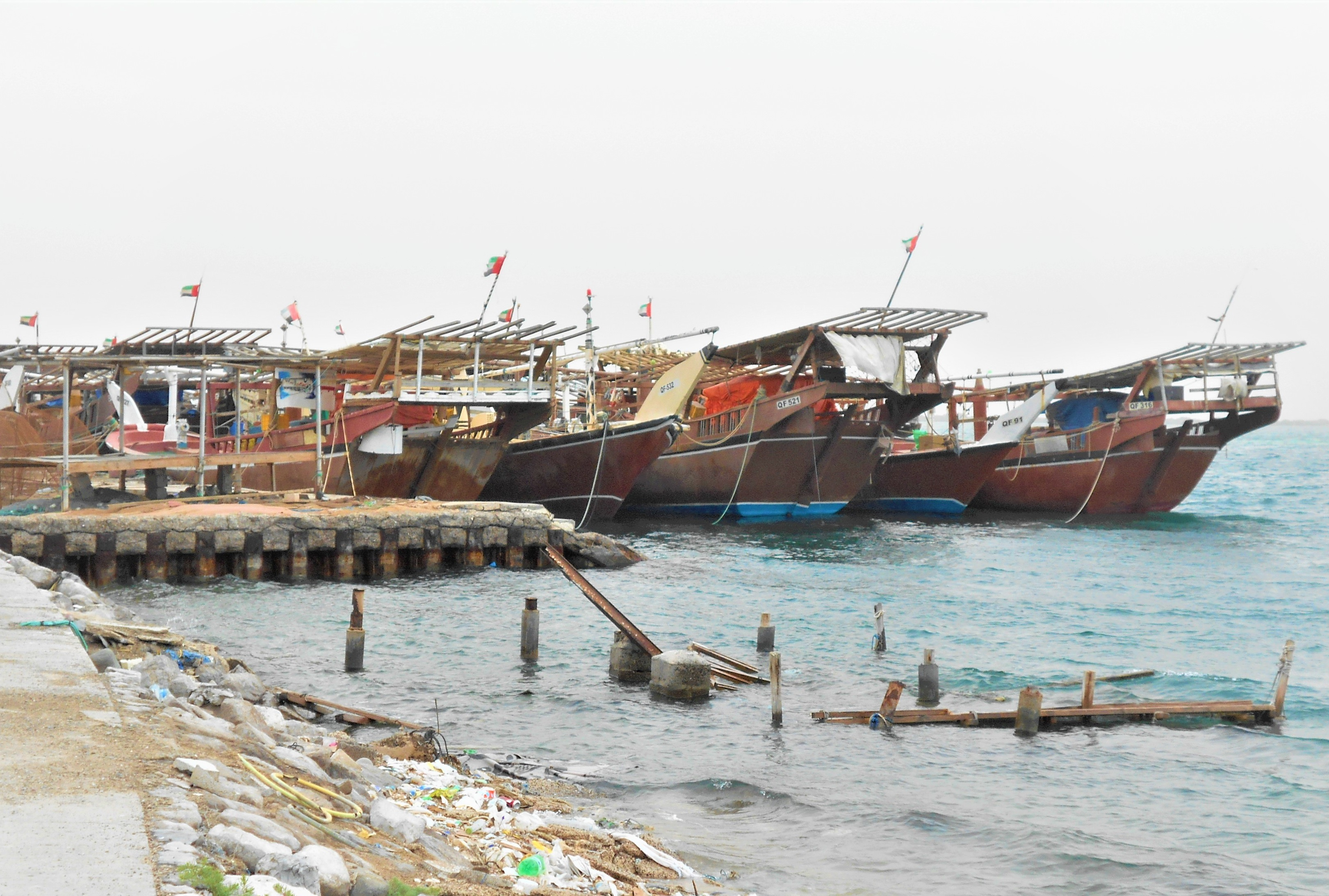
Puerto de Dhows de Umm al-Qaywayn

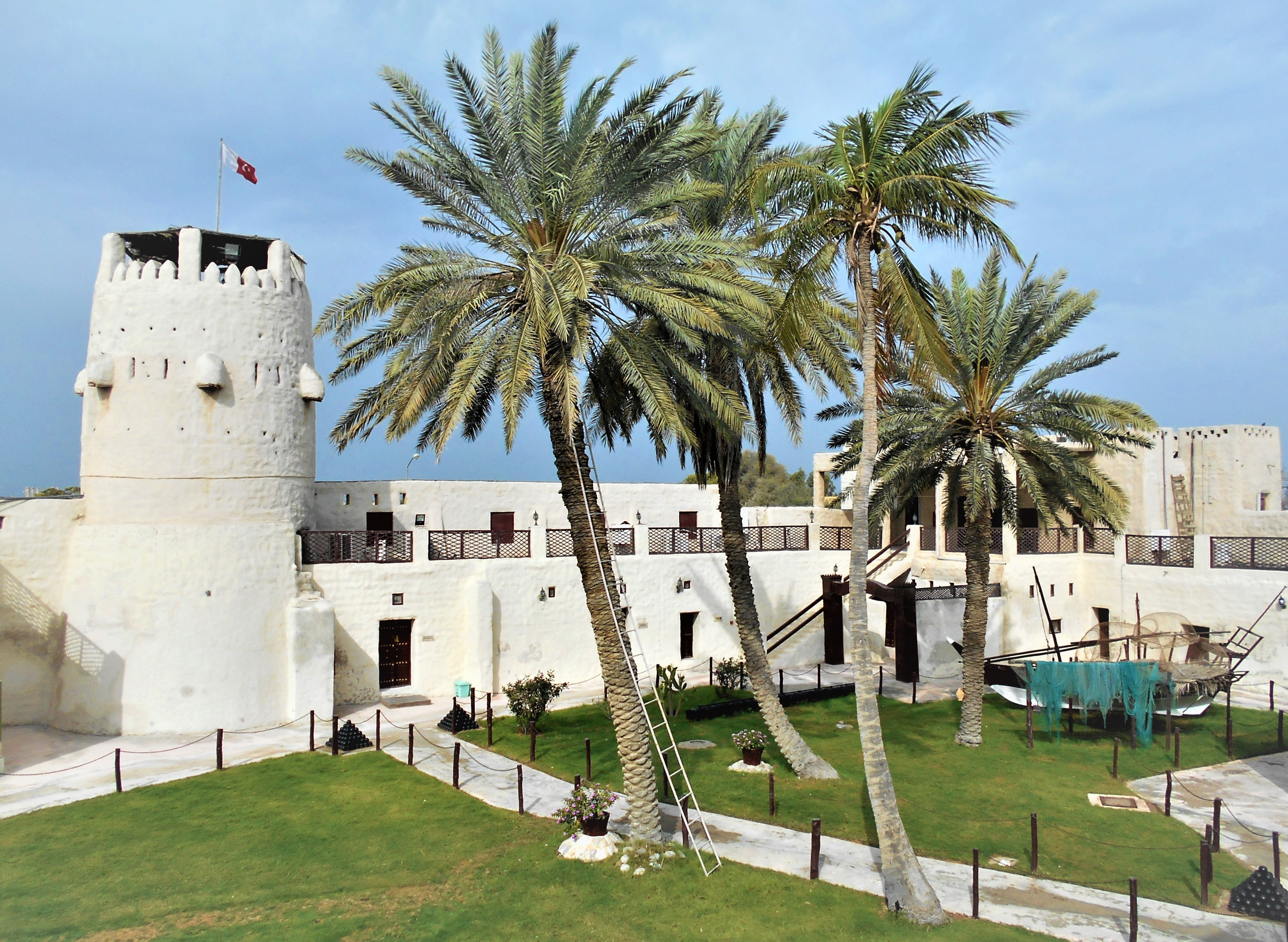
Antiguo fuerte de Umm al-Qaywain

Umm al-Qaywayn es una ciudad de los Emiratos Árabes Unidos, capital del Emirato de Umm al-Qaywayn. Está situada en una península estrecha llamada Khor Al Bidiyah.
Con sólo 34.637 habitantes, es la más pequeña de las siete capitales de los distintos emiratos del país, pero sin embargo es parte de la conurbación de Dubái.